# Ben Blushi

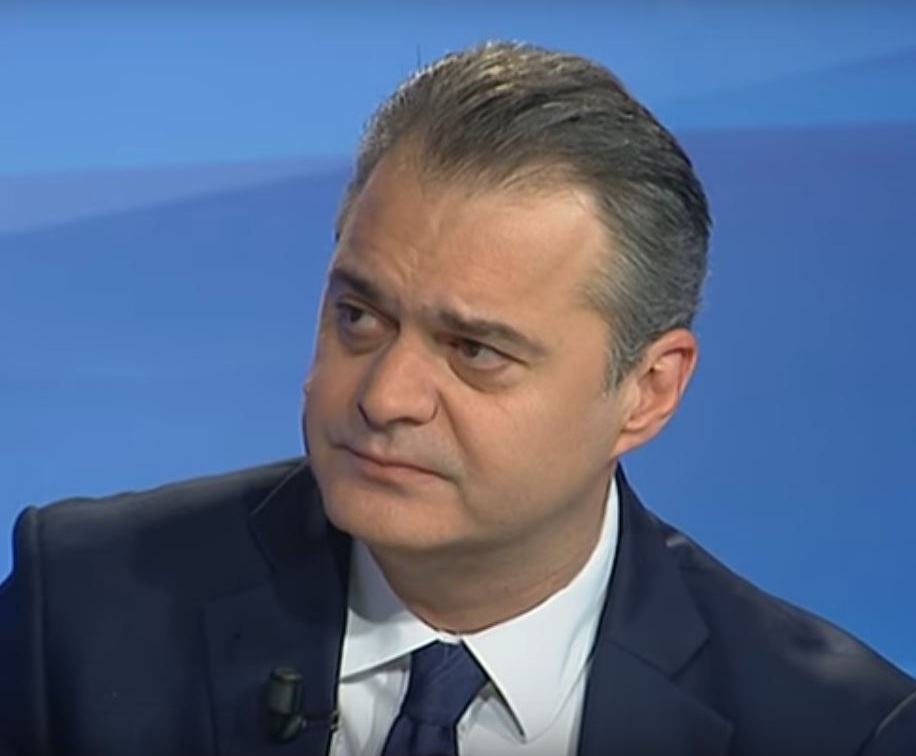
Blushi im Jahr 2016

Ben Kiço Blushi (* 1. Januar 1969 in Tirana) ist ein albanischer Politiker (PS), Publizist und Schriftsteller.

## Leben
Ben Blushi ist der Sohn von Kiço Blushi (* 1946), einem berühmten albanischen Regisseur und Drehbuchautor. Er studierte albanische Sprache und Literatur an der Fakultät für Geschichte und Philologie der Universität Tirana. Danach widmete er sich zuerst dem Journalismus, als er zwischen 1991 und 1997 für die Zeitung Koha Jonë arbeitete. Zur gleichen Zeit war er unabhängiger Journalist für die Deutsche Welle. Er war auch in Albanien für die Soros-Stiftung tätig.
1997 wurde er vom damaligen frisch gewählten Ministerpräsidenten Fatos Nano (PS) in dessen neues Regierungskabinett geholt, wo er bis 1999 als stellvertretender Ratgeber des Ministerpräsidenten arbeitete. Zu dieser Zeit hatte Albanien gerade den Lotterieaufstand hinter sich, noch kontrollierte die Staatsgewalt nicht das ganze Land. 1998 wurde Nano von Pandeli Majko im Amt abgelöst, Blushi blieb aber im Amt. 1999 folgte Ilir Meta als Ministerpräsident. Dieser ernannte Blushi zum stellvertretenden Außenminister. Dieses Amt hatte er nur ein Jahr inne. 2001 war er Präfekt des Qark Korça. Anschließend wurde er 2001 während einer Regierungsumbildung zum Minister für Bildung und Wissenschaft ernannt. Als Fatos Nano 2002 erneut Ministerpräsident wurde, wurde Blushi Minister für Lokalregierung und Dezentralisierung. In diesem Amt blieb er bis 2005, als die Sozialistische Partei Albaniens bei den Parlamentswahlen gegen die Demokraten verlor.
2008 veröffentlichte Blushi sein erstes literarisches Werk, Të Jetosh Në Ishull („Auf einer Insel Leben“). Durch die breite mediale Unterstützung und Werbung wurden innerhalb weniger Monate 30.000 Exemplare verkauft, was für albanische Verhältnisse ein großer Erfolg ist. Der Roman bietet dem Leser einen Rundblick über einen Bereich der Geschichte Albaniens zur Zeit des Osmanischen Reiches mit einer durchaus umstrittenen Behandlung der Islamisierung des Landes. So bezeichnete Fatos Lubonja Blushis Buch in Beziehung zur Geschichte als „starken national-romantischen Anachronismus“. Dass die Konvertierung der Albaner zum Islam als ein „gezwungenes Unglück“ von einem der Hauptpersonen im Buch bezeichnet wird und die allgemeine negative Färbung des Buches in Bezug zum Islam, lässt Lubonja Blushi als einen „eher ignoranten und ziemlich realitätsfremden Autoren“ erscheinen.
In seinem Buch Hëna e Shqipërisë (Halbmond Albaniens), das 2014 erschienen ist, behauptet Blushi, dass die Albanische Polizei zu zehn Prozent aus Anhängern der Hizmet-Bewegung (Gjylenxhi, gesprochen wie „Gülenci“, türkisch für Gülenisten) von Fethullah Gülen bestehen würde.
Sein 2015 veröffentlichtes Buch Kandidati (Der Kandidat) über die heutige Politik- und Medienlandschaft war auf dem albanischen Markt ebenfalls ein großer Erfolg.
Seit 2001 gehört Blushi dem albanischen Parlament an. Seit 2011 ist Blushi im Parteivorstand der Sozialisten Albaniens. 2016 gründete er die Partei Libra.

## Romane
- Të Jetosh Në Ishull. („Leben auf einer Insel“). Toena, Tirana 2008, ISBN 978-99943-1-435-5.
- Otello, Arapi i Vlorës. („Othello, der Mohr von Vlora“). Toena, Tirana 2009, ISBN 978-99943-1-487-4.
- Shqipëria. („Albanien“). Mapo, Tirana 2011, ISBN 978-99956-39-58-7.
- Kandidati. („Der Kandidat“). Mapo, Tirana 2015, ISBN 978-9928-190-58-1.
- KM: Kryeministri. („PM: der Premierminister“). Mapo, Tirana 2016, ISBN 978-9928-213-02-0.

## Essays
- Hëna e Shqipërisë. („Halbmond Albaniens“). UET, Tirana 2014, ISBN 978-9928-4181-6-6.